# Sirpa Lane
Sirpa Lane (eg. Sirpa Salo), född 1955 i Åbo, Finland, död 1999, finländsk skådespelerska och fotomodell. Sirpa Lane byggde upp störst karriär inom Frankrike och Italiens gränser. Hon är som mest känd för sin medverkan i Walerian Borowczyks omtalade film Odjuret (org. La Bête), 1975, vilket dessutom blev hennes genombrott. 

## Filmografi
- 1985 - Blockhaus U.S.A (cm)
- 1983 - Giochi Carnali
- 1982 - Le Notti segrete di Lucrezia Borgia
- 1978 - La Bestia nello spazio
- 1978 - Papaya dei Caraibi
- 1977 - Nazistdockorna
- 1975 - Odjuret
- 1974 - La Jeune fille assassinée